# Bellator 111
Bellator CXI é um evento de artes marciais mistas promovido pelo Bellator MMA, é esperado para ocorrer em 7 de março de 2014 no WinStar World Casino em Thackerville, Oklahoma.

## Background
O Bellator 111 era esperado para contar com a luta pelo Cinturão Peso Galo do Bellator entre o campeão Eduardo Dantas e o vencedor do Torneio de Galos da Temporada de Verão de 2013 Rafael Silva. Porém, uma lesão tirou Silva da luta, e ele foi substituído pelo finalista da mesma temporada, Anthony Leone.
O card também contará com as Quartas de Final do Torneio de Pesados.

## Ligações Externas
1. ↑  Pelo Cinturão Peso Galo do Bellator.
2. ↑  Quartas de Final do Torneio de Pesados da 10ª Temporada.
3. ↑  Quartas de Final do Torneio de Pesados da 10ª Temporada.
4. ↑  Quartas de Final do Torneio de Pesados da 10ª Temporada.
5. ↑  Quartas de Final do Torneio de Pesados da 10ª Temporada.